# Campeonato Cearense de Futebol de 2009
O Campeonato Cearense de Futebol de 2009 foi a 95ª edição do torneio.

## Fórmula de disputa
Assim como nas últimas edições, os participantes jogaram em fase classificatória. No primeiro turno (Taça Estado do Ceará), os clubes jogaram em confrontos diretos, somente em sistema de "ida", num total de 45 jogos, classificando-se para as semifinais os quatro primeiros colocados. Na semifinal, os jogos se deram por "cruzamento olímpico", obedecendo ao índice técnico, em dois jogos no sistema de "ida e volta" que indicaram os finalistas do turno. Os vencedores se enfrentaram na final do turno também em dois jogos no sistema de "ida e volta" e o vencedor do confronto foi declarado o campeão da Taça Estado do Ceará de 2009.
No segundo turno (Taça Cidade de Fortaleza), os clubes jogaram em confrontos diretos, somente em sistema de "volta", num total de 45 jogos, classificando-se para as semifinais os quatro primeiros colocados. Na semifinal, os jogos se deram por "cruzamento olímpico", obedecendo ao índice técnico, em dois jogos no sistema de "ida e volta" que indicaram os finalistas do turno. Os vencedores se enfrentaram na final do turno também em dois jogos no sistema de "ida e volta" e o vencedor do confronto foi declarado o campeão da Taça Cidade de Fortaleza de 2009.
As equipes vencedoras de cada fase disputaram entre si dois jogos finais, que estabeleceram o campeão cearense e serão os representantes do Ceará na Copa do Brasil de 2010. Caso a mesma equipe tivesse conquistado as duas fases, esta seria declarada campeã automaticamente e a segunda vaga seria definida pelo índice técnico.
Terminado o campeonato, na classificação final, as equipes vencedoras de turno ocuparam necessariamente as classificações de primeiro e segundo lugares e as demais equipes do 3º ao 10º lugar (ou 2º ao 10º lugar, se a mesma equipe tivesse vencido os dois turnos). Se tivesse ocorrido empate no número de pontos na classificação final, seriam observados os critérios de desempate.
A equipe com o melhor índice técnico foi declarada o representante do Ceará na Série D do Campeonato Brasileiro (desde que não participasse de uma das séries superiores do Brasileiro).
A equipe classificada em décimo lugar foi rebaixada e deverá disputar a 2ª divisão do Campeonato Cearense de 2010.

### Critérios de desempate
O desempate entre duas ou mais equipes seguiu a ordem definida abaixo:
1. Número de vitórias
2. Saldo de gols
3. Gols marcados
4. Confronto direto
5. Sorteio

## Equipes participantes
| - Boa Viagem Esporte Clube (Boa Viagem) - Ceará Sporting Club (Fortaleza) - Ferroviário Atlético Clube (Fortaleza) - Fortaleza Esporte Clube (Fortaleza) - Guarany Sporting Club (Sobral) | - Horizonte Futebol Clube (Horizonte) - Assoc. Desportiva Recreativa Cultural Icasa (Juazeiro do Norte) - Itapipoca Esporte Clube (Itapipoca) - Maranguape Futebol Clube (Maranguape) - Quixadá Futebol Clube (Quixadá) |

## Televisão
O Sistema Verdes Mares (pertencente ao Grupo Edson Queiroz) detém os direitos televisivos do campeonato.
A TV Verdes Mares (afiliada da Rede Globo) e a TV Diário transmitem alguns jogos de cada rodada na primeira fase, sendo que as duas transmitem jogos diferentes (inclusive na semifinal), mas que envolvam os clubes de Fortaleza (Fortaleza, Ceará e Ferroviário).
A TV Verdes Mares transmitiu a partir da quarta rodada e foi a única que transmitiu a final do campeonato.

## Primeiro turno (Taça Estado do Ceará)

### Primeira fase
| Tabela de classificação | Tabela de classificação | Tabela de classificação | Tabela de classificação | Tabela de classificação | Tabela de classificação | Tabela de classificação | Tabela de classificação | Tabela de classificação | Tabela de classificação |
| Pos.                    | Time                    | Pts                     | J                       | V                       | E                       | D                       | GP                      | GS                      | SG                      |
| ----------------------- | ----------------------- | ----------------------- | ----------------------- | ----------------------- | ----------------------- | ----------------------- | ----------------------- | ----------------------- | ----------------------- |
| 1                       | Ceará                   | 18                      | 9                       | 5                       | 3                       | 1                       | 17                      | 11                      | +6                      |
| 2                       | Ferroviário             | 18                      | 9                       | 5                       | 3                       | 1                       | 17                      | 14                      | +3                      |
| 3                       | Maranguape              | 16                      | 9                       | 4                       | 4                       | 1                       | 21                      | 16                      | +5                      |
| 4                       | Fortaleza               | 15                      | 9                       | 4                       | 3                       | 2                       | 18                      | 11                      | +7                      |
| 5                       | Horizonte               | 15                      | 9                       | 4                       | 3                       | 2                       | 17                      | 12                      | +5                      |
| 6                       | Guarany de Sobral       | 11                      | 9                       | 2                       | 5                       | 2                       | 8                       | 8                       | 0                       |
| 7                       | Itapipoca               | 10                      | 9                       | 2                       | 4                       | 3                       | 11                      | 17                      | -6                      |
| 8                       | Boa Viagem              | 8                       | 9                       | 2                       | 2                       | 5                       | 10                      | 14                      | -4                      |
| 9                       | Icasa                   | 5                       | 9                       | 1                       | 2                       | 6                       | 12                      | 15                      | -3                      |
| 10                      | Quixadá                 | 4                       | 9                       | 1                       | 1                       | 7                       | 10                      | 23                      | -13                     |

### Fase final
Em ambas as fases, o time à esquerda joga a partida de volta como mandante.

#### Semifinais
- Jogos de ida: 11 e 12 de fevereiro
- Jogos de volta: 14 e 15 de fevereiro

| Equipe 1    | Total | Equipe 2   | 1.º jogo | 2.º jogo |
| ----------- | ----- | ---------- | -------- | -------- |
| Ceará       | 2 – 1 | Fortaleza  | 1 – 1    | 1 – 0    |
| Ferroviário | 2 – 1 | Maranguape | 0 – 0    | 2 – 1    |

#### Final
- Jogo de ida: 19 de fevereiro
- Jogo de volta: 1 de março

| Equipe 1 | Total | Equipe 2    | 1.º jogo | 2.º jogo |
| -------- | ----- | ----------- | -------- | -------- |
| Ceará    | 2 – 0 | Ferroviário | 1 – 0    | 1 – 0    |

### Premiação
| Taça Estado do Ceará de 2009                            |
| Fortaleza                                               |
| ------------------------------------------------------- |
| CEARÁ Campeão (classificado para a final do campeonato) |

## Segundo turno (Taça Cidade de Fortaleza)

### Primeira fase
| Tabela de classificação | Tabela de classificação | Tabela de classificação | Tabela de classificação | Tabela de classificação | Tabela de classificação | Tabela de classificação | Tabela de classificação | Tabela de classificação | Tabela de classificação |
| Pos.                    | Time                    | Pts                     | J                       | V                       | E                       | D                       | GP                      | GS                      | SG                      |
| ----------------------- | ----------------------- | ----------------------- | ----------------------- | ----------------------- | ----------------------- | ----------------------- | ----------------------- | ----------------------- | ----------------------- |
| 1                       | Fortaleza               | 19                      | 9                       | 6                       | 1                       | 2                       | 20                      | 11                      | +9                      |
| 2                       | Guarany de Sobral       | 16                      | 9                       | 5                       | 1                       | 3                       | 17                      | 14                      | +3                      |
| 3                       | Ferroviário             | 15                      | 9                       | 4                       | 3                       | 2                       | 16                      | 11                      | +5                      |
| 4                       | Boa Viagem              | 14                      | 9                       | 4                       | 2                       | 3                       | 16                      | 16                      | 0                       |
| 5                       | Ceará                   | 13                      | 9                       | 4                       | 1                       | 4                       | 15                      | 17                      | -2                      |
| 6                       | Quixadá                 | 13                      | 9                       | 4                       | 1                       | 4                       | 9                       | 12                      | -3                      |
| 7                       | Maranguape              | 12                      | 9                       | 2                       | 6                       | 1                       | 16                      | 10                      | +6                      |
| 8                       | Icasa                   | 10                      | 9                       | 3                       | 1                       | 5                       | 15                      | 17                      | -2                      |
| 9                       | Itapipoca               | 8                       | 9                       | 2                       | 2                       | 5                       | 9                       | 18                      | -9                      |
| 10                      | Horizonte               | 4                       | 9                       | 0                       | 4                       | 5                       | 9                       | 16                      | -7                      |

### Fase final
Em ambas as fases, o time à esquerda joga a partida de volta como mandante.

#### Semifinais
- Jogos de ida: 8 e 9 de abril
- Jogos de volta: 12 de abril

| Equipe 1          | Total | Equipe 2    | 1.º jogo | 2.º jogo |
| ----------------- | ----- | ----------- | -------- | -------- |
| Fortaleza         | 6 – 2 | Boa Viagem  | 3 – 0    | 3 – 2    |
| Guarany de Sobral | 1 – 0 | Ferroviário | 0 – 0    | 1 – 0    |

#### Final
- Jogo de ida: 17 de abril
- Jogo de volta: 19 de abril

| Equipe 1  | Total | Equipe 2          | 1.º jogo | 2.º jogo |
| --------- | ----- | ----------------- | -------- | -------- |
| Fortaleza | 6 – 3 | Guarany de Sobral | 4 – 1    | 2 – 2    |

### Premiação
| Taça Cidade de Fortaleza de 2009                            |
| Fortaleza                                                   |
| ----------------------------------------------------------- |
| FORTALEZA Campeão (classificado para a final do campeonato) |

## Final do campeonato
Primeiro jogo
| 26 de abril | Ceará                      | 1 – 2  | Fortaleza                  | Estádio Castelão, Fortaleza                      |
| 16:00       | Arlindo Maracanã 78' (pen) | Súmula | Wanderley 45+1' · Guto 85' | Público: 26,377 Árbitro: RS Carlos Eugênio Simon |

| Cores do Time | Cores do Time | Cores do Time |
| Cores do Time |               |               |
| Cores do Time |               |               |
|               |               |               |
| Ceará         |               |               |

| Cores do Time | Cores do Time | Cores do Time |
| Cores do Time |               |               |
| Cores do Time |               |               |
|               |               |               |
| Fortaleza     |               |               |

Segundo jogo
| 3 de maio | Fortaleza           | 1 – 1  | Ceará                | Estádio Castelão, Fortaleza                         |
| 16:00     | Marcelo Nicácio 53' | Súmula | Arlindo Maracanã 10' | Público: 49,705 Árbitro: SP Paulo César de Oliveira |

| Cores do Time | Cores do Time | Cores do Time |
| Cores do Time |               |               |
| Cores do Time |               |               |
|               |               |               |
| Fortaleza     |               |               |

| Cores do Time | Cores do Time | Cores do Time |
| Cores do Time |               |               |
| Cores do Time |               |               |
|               |               |               |
| Ceará         |               |               |

### Premiação
| Campeonato Cearense de 2009       |
| Fortaleza                         |
| --------------------------------- |
| FORTALEZA Tricampeão (38º título) |

## Classificação geral
| Tabela de classificação | Tabela de classificação | Tabela de classificação | Tabela de classificação | Tabela de classificação | Tabela de classificação | Tabela de classificação | Tabela de classificação | Tabela de classificação | Tabela de classificação |
| Pos.                    | Time                    | Pts                     | J                       | V                       | E                       | D                       | GP                      | GS                      | SG                      |
| ----------------------- | ----------------------- | ----------------------- | ----------------------- | ----------------------- | ----------------------- | ----------------------- | ----------------------- | ----------------------- | ----------------------- |
| 1                       | Fortaleza[a]            | 49                      | 26                      | 14                      | 7                       | 5                       | 54                      | 31                      | +23                     |
| 2                       | Ceará[a]                | 42                      | 24                      | 12                      | 6                       | 6                       | 38                      | 32                      | +6                      |
| 3                       | Ferroviário             | 38                      | 24                      | 10                      | 8                       | 6                       | 35                      | 29                      | +6                      |
| 4                       | Guarany de Sobral       | 32                      | 22                      | 8                       | 8                       | 6                       | 29                      | 28                      | +1                      |
| 5                       | Maranguape              | 29                      | 20                      | 6                       | 11                      | 3                       | 38                      | 28                      | +10                     |
| 6                       | Boa Viagem              | 22                      | 20                      | 6                       | 4                       | 10                      | 28                      | 36                      | -8                      |
| 7                       | Horizonte               | 19                      | 18                      | 4                       | 7                       | 7                       | 26                      | 28                      | -2                      |
| 8                       | Itapipoca               | 18                      | 18                      | 4                       | 6                       | 8                       | 20                      | 35                      | -15                     |
| 9                       | Quixadá                 | 17                      | 18                      | 5                       | 2                       | 11                      | 19                      | 35                      | -16                     |
| 10                      | Icasa[b]                | 15                      | 18                      | 4                       | 3                       | 11                      | 27                      | 32                      | -5                      |

- a. ^ Classificados para a série B do Campeonato Brasileiro de 2009.
- b. ^ Classificado para a série C do Campeonato Brasileiro de 2009.

## Artilharia
| 13 gols (1) - Marcelo Nicácio (Fortaleza) 11 gols (1) - Danilo Pitbull (Maranguape) 10 gols (1) - Nilsinho (Boa Viagem) 9 gols (1) - Carlos Alberto (Maranguape) 8 gols (4) - Léo Jaime (Ferroviário) - Leonardo (Icasa) - Sérgio Alves (Ceará) - Wescley (Ferroviário) 7 gols (4) - Alex Gaibu (Ceará) - Bambam (Fortaleza) - Paulinho (Maranguape) - Preto (Horizonte) 6 gols (4) - Clodoaldo (Guarany de Sobral) - Juninho (Quixadá) - Misael (Ceará) - Wanderley (Fortaleza) 4 gols (6) - André Cassaco (Horizonte) - Jéferson (Guarany de Sobral) - João Neto (Ferroviário) - Júnior Alves (Guarany de Sobral) - Moré (Icasa) - Popó (Itapipoca) 3 gols (19) - Arlindo Maracanã (Ceará) - Bismarck (Fortaleza) - Denilson (Boa Viagem) - Esquerdinha (Icasa) - Adaílton (Fortaleza) - Alberto (Ceará) - Andrezinho (Horizonte) - Cleison (Fortaleza) | 3 gols (continuação) - Didi Cearense (Guarany de Sobral) - Elielton (Guarany de Sobral) - Gilmak (Fortaleza) - Guto (Fortaleza) - Jérson (Maranguape) - Jessui (Guarany de Sobral) - Júnior Mota (Maranguape) - Paloma (Boa Viagem) - Rodrigo Mendes (Fortaleza) - Serginho (Icasa) - Victor Cearense (Boa Viagem) 2 gols (24) - Alexsandro (Quixadá) - Anderson (Horizonte) - Batata (Itapipoca) - Boiadeiro (Ceará) - Caio (Horizonte) - Carlinhos (Maranguape) - Diego (Ferroviário) - Dudu (Horizonte) - Ernandes (Ferroviário) - Geraldo (Ceará) - Igor Ferreira (Itapipoca) - Ivan (Guarany de Sobral) - Jadson (Quixadá) - Jardel (Ferroviário) - Jorge Luiz (Itapipoca) - Leonardo (Ferroviário) - Lequinha (Quixadá) - Lô (Boa Viagem) - Marcos Vinícius (Icasa) - Mimi (Quixadá) - Neto (Itapipoca) - Ricardo (Ferroviário) - Stênio (Horizonte) - Uélson (Boa Viagem) 1 gol (55) - Alberto (Ceará) - Álvaro (Fortaleza) - Bombom (Itapipoca) - Chicão (Ceará) - Cleiton (Fortaleza) - Cleiton Cearense (Ferroviário) - Coutinho (Fortaleza) - Diego (Boa Viagem) - Diego (Horizonte) - Dudu (Quixadá) - Edson (Fortaleza) | 1 gol (continuação) - Eusébio (Fortaleza) - Fabrício (Ceará) - Galvan (Boa Viagem) - Giovani (Fortaleza) - Guto (Ferroviário) - Índio (Icasa) - Isac (Icasa) - João Neto (Icasa) - Joãosinho (Maranguape) - Jonas (Icasa) - Jones (Guarany de Sobral) - Júnior Cearense (Horizonte) - Juranílson (Quixadá) - Kelvin (Itapipoca) - Kiko (Itapipoca) - Lázaro (Itapipoca) - Leto (Guarany de Sobral) - Lopes (Quixadá) - Luís Maranhão (Ceará) - Maisena (Fortaleza) - Márcio Silva (Itapipoca) - Marquinhos (Itapipoca) - Menezes (Ferroviário) - Michel (Ceará) - Nego (Itapipoca) - Nenê (Fortaleza) - Netinho (Maranguape) - Non (Maranguape) - Osvaldo (Fortaleza) - Paulão (Quixadá) - Pery (Boa Viagem) - Piva (Icasa) - Rafael (Guarany de Sobral) - Robson Carioca (Icasa) - Rodrigo (Ferroviário) - Rogério (Fortaleza) - Samuel (Itapipoca) - Sílvio (Fortaleza) - Teles (Horizonte) - Tiago (Icasa) - Tiago Pentecoste (Guarany de Sobral) - Tonton (Horizonte) - Valmir (Boa Viagem) - William Carioca (Boa Viagem) Gol contra (3) - Erilson (Boa Viagem) para o Quixadá - Gilmak (Fortaleza) para o Ceará - Júnior Alves (Guarany de Sobral) para Ceará |